# Philipp Zeller
Philipp Zeller (ur. 23 marca 1983 w Monachium) – niemiecki hokeista na trawie. Złoty medalista olimpijski z Pekinu.

## Kariera sportowa
Występuje w obronie. W reprezentacji Niemiec debiutował w 2002. W Chinach wystąpił w siedmiu meczach (jedna bramka). Z kadrą brał udział m.in. w mistrzostwach świata w 2006 (tytuł mistrzowski) oraz kilku turniejach Champions Trophy. Grał m.in. w klubach Münchner SC i HC Bloemendaal, jest zawodnikiem Rot-Weiß z Kolonii. Zdobywał tytuły mistrza kraju.
Jego brat Christopher także jest hokeistą, mistrzem olimpijskim z Pekinu.